# Herb gminy Staroźreby
Herb gminy Staroźreby – symbol gminy Staroźreby, ustanowiony 18 czerwca 1998.

## Wygląd i symbolika
Herb przedstawia na tarczy w polu złotym zielony grunt, a na nim neogotycką bramę i koronę książęcą (nawiązującą do Siemowita IV), w otoczeniu drzew i pniaków.